# Robert Foxworth
Robert Foxworth  (født 1. november 1941 i Houston, Texas USA) er en amerikansk skuespiller og tegnefilmsdubber. Han er kendt som stemmen bag Race Bannon i anden sæson af The Real Adventures of Jonny Quest, og Professor Emil Hamilton i Justice League Unlimited.